# Якушин, Тимофей Александрович
Тимофей Александрович Якушин (род. 16 января 1997, Москва, Россия) — российский профессиональный баскетболист, играющий на позиции атакующего защитника.

## Карьера
Родился в Москве. Начал заниматься баскетболом в школе «Тринта» в Москве. Выступал за молодёжные команды ЦСКА и «Химок».
В Единой Лиге ВТБ выступал за «Химки», «Парму», «Енисей», «МБА-МАИ». Летом 2024 г. вернулся в «Парму».
Во время выступлений за «МБА-МАИ» вызывался в сборную России.